# Бовес
Бовес (італ. Boves, п'єм. Beuves) — муніципалітет в Італії, у регіоні П'ємонт,  провінція Кунео.
Бовес розташований на відстані близько 490 км на північний захід від Рима, 85 км на південь від Турина, 6 км на південь від Кунео.
Населення — 9862 особи (2014).
Щорічний фестиваль відбувається 24 серпня. Покровитель — святий Варфоломій.

## Демографія
Населення за роками:

Станом на 1 січня 2023 року в муніципалітеті офіційно проживали 583 іноземці з 54 країн, серед них 203 громадяни країн Євросоюзу та 6 громадян України.

## Сусідні муніципалітети
- Борго-Сан-Дальмаццо
- Кунео
- Лімоне-П'ємонте
- Певераньо
- Робіланте
- Роккавьоне
- Вернанте